# What on Earth? (programa de televisión)
What on Earth? (en español Curiosidades de la Tierra) es un programa de televisión estadounidense emitido en el canal Science Channel. En él, se examinan extrañas imágenes tomadas por satélite, y se especula sobre su origen o sobre que podría causar este fenómeno. El programa hizo su debut en pantalla en febrero de 2015, donde se convirtió en el programa más visto de Science Channel por lo que, en noviembre de 2016, fue renovado para una tercera temporada. Volvió para una cuarta temporada en 2017. y en 2019 se emitió la sexta temporada.
El programa cuenta con la colaboración de varios investigadores y periodistas como Karen Bellinger, Brittany Brand, Mike Capps, Andrew Gough, Steven Kearney, Alan Lester, Jim Marrs, Rob Nelson, Nick Pope, así como otras autoridades.